# Bosnischer Topf (Film)
Bosnischer Topf (auch Bosanski Lonac, englischer Titel Bosnian Pot) ist ein Spielfilm von Regisseur und Drehbuchautor Pavo Marinković aus dem Jahr 2023 mit Senad Bašic, Andreas Kiendl und Birgit Stöger.

## Handlung
Faruk Šego war Professor und Schriftsteller in Sarajevo, der seit den Jugoslawienkriegen in Graz lebt. Dort ist er allerdings ein Außenseiter geblieben, es droht ihm sogar die Abschiebung, sofern er nicht nachweisen kann, dass er mit seinem Werk einen wertvoller Beitrag zur österreichischen Kultur leistet.
Eine Off-Theater-Gruppe soll sein Jugendwerk Die Vampire von Miljacka auf die Bühne bringen. Die ursprünglich in Sarajevo geplante Uraufführung fand damals aufgrund des Kriegsbeginns nicht mehr statt. Umgesetzt werden soll das Theaterstück von Regisseur Manni und Therese, die Probenarbeit verläuft allerdings chaotisch.

## Produktion und Hintergrund
Die Dreharbeiten fanden in Graz in Österreich statt, das Projekt wurde unter anderem von CineArt Steiermark und der Graz Film Commission unterstützt.
Produziert wurde der Film von der kroatischen Telefilm (Produzent Stanislav Babić) in Koproduktion mit der Oktavijan filmska udruga (Produzent Slaven Knezović) und der österreichischen Nanook Film Wien (Produzent Peter Roehsler).
Die Kamera führte Ko-Produzent Peter Roehsler, die Montage verantwortete Dubravko Slunjski, die Musik schrieb Ted Regklis. Das Budget betrug rund 930.000 Euro.

## Veröffentlichung
Premiere der Tragikomödie war im August 2023 beim Sarajevo Film Festival. Am 5. November 2023 wurde der Film am Tallinn Black Nights Film Festival gezeigt.
Österreich-Premiere war am 8. November 2023 in Graz, der österreichische Kinostart erfolgte am 10. November 2023.

## Rezeption
Marian Wilhelm meinte auf DerStandard.at, dass Marinković eine vorzüglich ausbalancierte Diaspora-Tragikomödie serviere, deren Schmähs auf Bosnisch ebenso wunderbar trocken schmecken wie auf Steirisch. Hauptdarsteller Senad Bašić spiele seinen verbitterten Künstler sympathisch, und auch das bunte Ensemble habe Spaß.
Die Tiroler Tageszeitung bezeichnete den Film als kleinen, komödiantischen Geniestreich. Unaufgeregt und geradlinig gehe es um alles: Diaspora, Trauma, Integration, Eifersucht, Eigensinn und Kunst. Senad Bašić sei ein großartiger Grummler und vielsagender Schweiger.
Susanne Gottlieb nannte die Produktion in der Kleinen Zeitung eine „kleine, aber feine Ex-Jugo-Komödie“. Faruks Wurschtigkeit, die er von seinem Gastland wohl schon zu sehr übernommen habe, machten die Suche nach dem, was ihn einst als Menschen und Künstler ausgezeichnet hat, zu einer unterhaltsamen Reise.
Thomas Kramar schrieb in der Tageszeitung Die Presse, dass die „gelungene steirisch-kroatische Mischung“ unter anderem durch seine städtischen Aufnahmen und den Hauptdarsteller Senad Bašic fasziniere. Der lakonische, nie brüllende Humor sei eine Stärke dieses Films. In seiner leisen Melancholie erinnere er an Finnisches à la Kaurismäki.

## Auszeichnungen und Nominierungen
Thomas-Pluch-Drehbuchpreis 2024
- Nominierung für den Hauptpreis und den Spezialpreis der Jury (Pavo Marinković)